# Pomaderris bodalla
Pomaderris bodalla är en brakvedsväxtart som beskrevs av Neville Grant Walsh och F. Coates. Pomaderris bodalla ingår i släktet Pomaderris och familjen brakvedsväxter. Inga underarter finns listade i Catalogue of Life.